# Роды мелоса
Роды мелоса (др.-греч. γένη τῶν μελῳδουμένων; лат. genera melorum, genera modulandi), или тетрахордные роды (γένη τῶν τετραχόρδων), в античной музыкальной теории — роды интервальных структур, которые гармоника представляет в виде звукорядов в объёме кварты. Мелодия в античной музыке как правило складывалась из тетрахордов одного рода — диатонического, хроматического или энармонического, но также допускались (по крайней мере, в теории) и смешения родов, и переходы из рода в род. Сохранившиеся древнегреческие мелодии — по преимуществу диатонического рода.

## Характеристика
Греческие теоретики музыки различали три рода мелоса: диатоника (διάτονον, diatonum), хроматика (χρῶμα, chroma) и энармоника (ἐναρμόνιον, также ἁρμονία; enarmonium, также harmonia). От энармоники следует отличать энгармонизм — феномен, присущий мажорно-минорной тональности, с её опорой на равномерную темперацию. «Первым и самым древним из родов следует считать диатонический, поскольку человеческая природа натолкнулась на него первым; второй — хроматический; третий же и самый изысканный (ἀνώτατος букв. „наивысший“ или „наиважнейший“) — энармонический,— он был последним и восприятие едва привыкло к нему с большим трудом» (Аристоксен).
В качестве ядра интервальных систем теория рассматривает тетрахорд; более сложные интервальные системы рассматриваются как производные от него.
Критерием для отличия одного рода мелоса от другого служило чувственное восприятие двух наименьших интервалов тетрахорда как «сгущения» или «скученности» (греч. πυκνόν). В теории энармоника и хроматика считались «пикнонными» родами (сумма наименьших интервалов меньше третьего), диатоника «апикнонным» (любой из интервалов внутри тетрахорда не больше двух других, вместе взятых).
Конкретные значения интервалов (выраженных в виде отношений чисел) в тетрахордах трёх родов не были строго закреплены в теории, но менялись от одного музыкального учения к другому (ср., напр., описания тетрахордов у Филолая, Архита, Аристоксена, Птолемея). Аристид Квинтилиан («О музыке», гл. 9), Никомах («Руководство по гармонике», гл. 12) и Боэций («Основы музыки», кн.1, гл.21) упрощённо представляют три рода мелоса таким образом:
- Диатонический тетрахорд состоит из двух целых тонов и полутона.
- Хроматический тетрахорд состоит из «триполутона» (др.-греч. τριημιτόνιον, лат. triemitonium; позже semiditonus, «полудитон»; с конца Средневековья — «малая терция») и двух полутонов.
- Энармонический тетрахорд состоит из дитона (ditonus; с конца Средневековья — «большая терция») и двух диес (dieses).

Диатон несколько строже и естественней [других]; хрома же отступает от, так сказать, естественного растяжения и смягчается; звуки энармона пригнаны друг к другу наилучшим образом. Всего существует пять тетрахордов: низших, средних, соединенных, отделенных, высших [звуков]; и во всех них мелодия диатонического рода проходит через полутон, тон и тон — сначала в одном тетрахорде, затем (опять через полутон, тон и тон) в другом, и так далее. Потому и говорится «диатон» — то есть как бы проходящий через тон и ещё через тон. Хрома же, что по-гречески значит «цвет», представляет собой как бы первое изменение упомянутого [естественного] растяжения; она поется через полутон, полутон и три полутона — ведь всякий консонанс кварты состоит из двух тонов и полутона (впрочем, неполного). Названное слово «хрома» выводится из кожного покрова, который, изменяясь, становится другого цвета. Энармон же, то есть «наиболее слаженный», называется так, потому что во всех тетрахордах поется через диесу (диеса — это половина полутона), диесу и дитон.— Боэций. Основы музыки
У аристоксеников (последователей Аристоксена) диатоника и хроматика рассматривались в нескольких «оттенках» («хроях», греч. χρόαι); в энармонике оттенков не было. Части тона (полутоны и диесы) описывались как равные «музыкально-логические» величины, которые запросто можно сложить:
| по-русски                             | греческий и латынь                            | интервалы внутри тетрахорда |
| ------------------------------------- | --------------------------------------------- | --------------------------- |
| мягкая диатоника                      | (μαλακόν, mollе)                              | 12 + 18 + 30                |
| напряжённая (синтоническая) диатоника | (σύντονον, incitatum)                         | 12 + 24 + 24                |
| тоновая хроматика                     | (τονιαῖον, toniaeum)                          | 12 + 12 + 36                |
| полуторная (гемиольная) хроматика     | (ἡμιόλιον, hemiolium)                         | 9 + 9 + 42                  |
| мягкая хроматика                      | (μαλακόν, molle)                              | 8 + 8 + 44                  |
| энармоника (разновидностей нет)       | (ἐναρμόνιον / ἁρμονία, enarmonium / harmonia) | 6 + 6 + 48                  |

У Птолемея нет понятия оттенков рода, любая структурная разновидность мелоса именуется словом «род»:
| по-русски                                   | по-гречески       | интервалы внутри тетрахорда |
| ------------------------------------------- | ----------------- | --------------------------- |
| диатон мягкий                               | (μαλακόν)         | 8:7 10:9 21:20              |
| диатон твёрдый (напряжённый, синтонический) | (σύντονον)        | 10:9 9:8 16:15              |
| диатон ровный (выравненный)                 | (ὁμαλόν)          | 10:9 11:10 12:11            |
| диатон тоновый (средний)                    | (τονιαῖον, μέσον) | 9:8 8:7 28:27               |
| диатон дитоновый (двухтоновый)              | (διτονιαῖον)      | 9:8 9:8 256:243             |
| хроматика мягкая                            | (μαλακόν)         | 6:5 15:14 28:27             |
| хроматика твёрдая (напряжённая)             | (σύντονον)        | 7:6 12:11 22:21             |
| энармоника (разновидностей нет)             |                   | 5:4 24:23 46:45             |

Оттенки не меняют существа рода. Независимо от слегка различающихся числовых отношений модальные функции тетрахорда остаются неизменными, а этос рода описывается как единый и самотождественный. В частности,

Вид хромы как таковой сохраняется до тех пор, пока ощущается хроматический этос (τὸ χρωματικὸν ἦθος). У каждого из родов свой путь к восприятию, пусть даже используется не одно-единственное деление тетрахорда, но многие. Ясно, что род остаётся неизменным, при том что размеры [интервалов] меняются; род не меняется до определённого предела вместе с изменением интервальных величин, но остаётся самим собой; а если он остаётся собой, то остаются неизменными и функции (δυνάμεις) звуков.— Аристоксен. Основы гармоники
Вопрос употребительности (частотности) отдельных оттенков в античной музыке, который стоял уже в древние времена и до сих пор остаётся дискуссионным, вряд ли когда-либо может быть решён окончательно ввиду малочисленности сохранившихся нотных памятников и скудности прочих исторических свидетельств. Несомненно, что тетрахорд, описанный у Птолемея как «дитоновый диатон» (два пифагорейских целых тона + лимма), был наиболее древним и базовым — в таких же точно числах его можно найти уже у Филолая, позже в знаменитой космической гамме (в «Тимее») Платона, у Псевдо-Евклида (Sectio canonis), Эратосфена и у многих других античных авторов, вплоть до Боэция. Тетрахорд именно этой структуры, именно в этих числах стал основным для конструирования октавной диатоники в средневековой западной Европе. Твёрдая (напряжённая) диатоника Птолемея послужила прообразом чистого строя для музыкальной теории Дж. Царлино.

## Рецепция
Хроматический и энармонический роды мелоса неоднократно также использовались — в специфических формах — на всём протяжении западноевропейской истории музыки. В конце Средневековья их взял на вооружение итальянский музыкальный теоретик Маркетто Падуанский. В эпоху Возрождения роды мелоса активно внедрял в практику Никола Вичентино, причём хроматика и энармоника в его трактовке получили особый статус «зарезервированной» для изысканного слуха музыки (musica reservata):

[Многие господа и люди благородного происхождения, особенно в славном городе Ферраре, где я сейчас нахожусь] действительно понимают, что (как доказывают древние писатели) хроматическая и энармоническая музыка заслуженно была зарезервирована (riserbata) для иного использования, нежели музыка диатоническая. Последняя, пригодная для обыденного слуха, исполнялась на публичных празднествах в общественных местах. Первая же, пригодная для изысканного (букв. «очищенного») слуха, применялась в ходе частных развлечений господ и князей, для воздания хвалы выдающимся особам и героям.— Вичентино. Древняя музыка, приведённая к современной практике (Практика I.4)
Понятие родов мелоса не исчезло и с наступлением Нового времени. В XVIII веке им (лат. genera modulandi), например, пользовался И. Г. Нейдхардт.
Микрохроматика, как дальнейшее развитие энармоники, также использовалась французскими композиторами конца XVIII - середины XIX веков Рейха и Галеви.
В XX веке хроматика и энармоника получили развитие в музыке И. А. Вышнеградского, А.Хабы, А.Пуссёра и мн. др. авангардистов.
Учение о родах мелоса легло в основу учения о родах интервальных систем в учении о гармонии Ю. Н. Холопова.